# 단지 세상의 끝 (희곡)
《단지 세상의 끝》(프랑스어: Juste la fin du monde, 영어: It's Only the End of the World)은 장뤼크 라갸르스가 세 번 고쳐 쓴 희곡이다. 모녀가 살고 있는 집에 10년 전에 집을 떠났던 장남 루이가 불치병을 선고받고 식구들에게 알리기 위해 돌아온다. 독특한 형식, 시적인 문체가 어우러져 문학성과 연극성이 고루 고취된 작품이다. 망설임, 반복, 본론에서 벗어난 이야기, 마침표와 쉼표의 나열, 시적인 문체, 파편화, 콜라주 등의 요소로 말하기의 어려움을 표현했다. 시간 흐름이 논리적이지 않고 무질서한 기억에 따라 시간이 회귀하는 부분도 형식에서 보이는 특징이다.

## 배경
라가르스가 세 번 고쳐 쓴 희곡이다. 작품에서 불치병으로 등장하는 루이는 에이즈로 사망한 작가의 분신처럼 보이기도 한다. 작가의 연극적 고뇌와 성찰이 반영된 독특한 형식, 시적인 문체가 어우러져 문학성과 연극성이 고루 고취된 작품이다.
어머니와 딸 수잔느가 함께 살고 있는 집에 어느 일요일, 오랫동안 소식이 없었던 이 집 장남 루이가 불쑥 연락하고는 택시를 타고 도착한다. 기다리고 있던 작은 아들 내외(앙투완느, 카트린느)까지 해서 모처럼 오랜만에 한 가족이 만나는 어색한 자리이다. 주인공인 루이는 불치병으로 죽음을 선고받고 식구들에게 마지막 인사를 하러 온 것이지만 그의 무소식에 대해 식구들이 쏟아붓는 원망, 비난, 분노, 죄의식 등 말의 홍수 앞에서 정작 하고 싶은 말은 하나도 못하고 집을 떠난다. 탕자 아들의 귀환, 카인과 아벨, 율리시스 같은 성경이나 신화에서 차용한 테마를 찾아볼 수 있으며 가족, 소통 부재, 고독, 사랑과 죽음, 부재, 실종, 여행, 허위의식 등의 주제도 엿보인다.
대사가 유연하게 흐르지 못하고, 망설임·반복·본론에서 벗어난 이야기·마침표와 쉼표의 나열·시적인 문체·파편화·콜라주 등의 요소로 말하기의 어려움을 표현했다. 시간 흐름이 논리적이지 않고 무질서한 기억에 따라 시간이 회귀하는 부분도 형식에서 보이는 특징이다.